# Tymieniec-Kąty
Tymieniec-Kąty est une localité polonaise de la gmina de Szczytniki, située dans le powiat de Kalisz en voïvodie de Grande-Pologne.